# Горбунов, Геннадий Николаевич
Геннадий Николаевич Горбунов — советский хозяйственный и политический деятель.

## Биография
Родился в 1934 году в Иркутске. Член КПСС.
Окончил Актюбинское училище гражданской авиации, Иркутский политехнический институт.
В 1953—1955 гг. — рабочий авиационного предприятия в Николаевске-на-Амуре.
В 1955—1957 гг. — военнослужащий Советской армии.
В 1959—1980 гг. — сборщик-клепальщик, мастер, старший мастер, начальника участка, заместитель начальника цеха, начальник цеха, начальник производства Иркутского авиационного завода
В 1980—1989 гг. — директор Иркутского авиационного завода, в 1989—1993 гг. — генеральный директор Иркутского авиационного производственного объединения, в 1993—1996 гг. — президент, в 1996—2005 — советник генерального директора Иркутского авиационного завода.
Избирался народным депутатом СССР (1989—1991). Делегат XXVII съезда КПСС.
Заслуженный машиностроитель РФ. Почётный гражданин Иркутска (1994).
Умер в 2018 году в Иркутске.

## Награды
- Орден Ленина
- Орден Трудового Красного Знамени
- Орден Знак Почёта